# لاوهیل (آلاباما)
لاوهیل (به انگلیسی: Love Hill) یک منطقهٔ مسکونی در ایالات متحده آمریکا است که در شهرستان هیوستون، آلاباما واقع شده‌است. لاوهیل ۷۴٫۰۷ متر بالاتر از سطح دریا قرار دارد.